# Copa Eva Duarte 1949-50
La Copa Eva Duarte 1949-50 fue la cuarta temporada oficial de la competición española organizada por la Real Federación Española de Fútbol (RFEF). En esta edición se enfrentó el Atlético de Madrid, campeón de la Primera División de España y el Athletic Club que había conquistado la Copa del Rey.
Se disputó a partido único el 12 de octubre de 1950, en el Estadio de Chamartín de la ciudad de Madrid. El partido terminó empatado 5:5, motivo por el cual se repitió el día 2 de noviembre en el mismo estadio. El Athletic Club fue campeón del trofeo, tras ganar 2:0 con goles del español Telmo Zarra. De esta forma el Athletic Club conquistó su primer título de la presente competición.

## Clubes participantes
| Atlético de Madrid | Campeón de la Primera División de España 1949-50 |
| Athletic Club      | Copa del Generalísimo de fútbol 1949-50          |

## Partido
| 12 de octubre de 1950 (temporada 1949-1950) | Athletic Club                                      | 5 : 5 | Atlético de Madrid                              | Estadio de Chamartín, Madrid                          |                                                       |
|                                             | Venancio 58' 100' Iriondo 63' Gárate 85' Zarra 93' |       | Pérez Payá 22' 32' 96' Mascaró 24' Juncosa 108' | Asistencia: 15.000 espectadores Árbitro(s): Sr. Arqué | Asistencia: 15.000 espectadores Árbitro(s): Sr. Arqué |

Partido de desempate
| 2 de noviembre de 1950 (temporada 1949-1950) | Athletic Club | 2 : 0 | Atlético de Madrid | Estadio de Chamartín, Madrid                            |                                                         |
|                                              | Zarra 29' 46' |       |                    | Asistencia: 15.000 espectadores Árbitro(s): Sr. Fombona | Asistencia: 15.000 espectadores Árbitro(s): Sr. Fombona |

|                            |
| Campeón ATLÉTICO DE BILBAO |
| Primer título              |